# 106 Tauri
106 Tauri, eller l Tauri, är en vit underjätte i Oxens stjärnbild.
106 Tau har visuell magnitud +5,28 och befinner sig på ett avstånd av ungefär 190 ljusår.